# Fos (Haute-Garonne)
Fos is een gemeente in het Franse departement Haute-Garonne (regio Occitanie) en telt 272 inwoners (1999). De plaats maakt deel uit van het arrondissement Saint-Gaudens. Op de rijksweg richting naar Vielha, Spanje, is dit het laatste Franse dorp vóór de Frans-Spaanse grens.

## Geografie
De oppervlakte van Fos bedraagt 17,7 km², de bevolkingsdichtheid is 15,4 inwoners per km².
De onderstaande kaart toont de ligging van Fos (Haute-Garonne) met de belangrijkste infrastructuur en aangrenzende gemeenten.

## Demografie
Onderstaande figuur toont het verloop van het inwonertal (bron: INSEE-tellingen).